# Ślimak (anatomia)

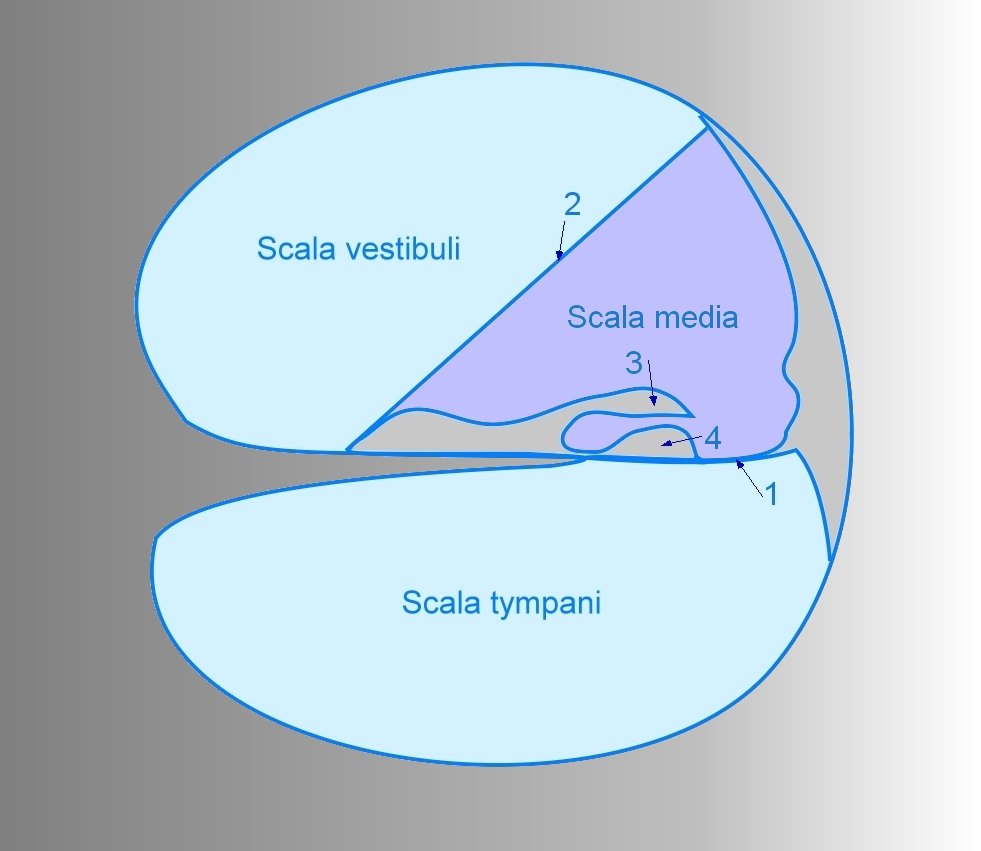
Schemat budowy ślimaka: 1 – blaszka podstawna, 2 – błona przedsionkowa (Reissnera), 3 – błona pokrywająca, 4 – narząd Cortiego.

Ślimak (łac. cochlea) – anatomiczna część ucha wewnętrznego ssaków. Jest złożony z części kostnej, mającej kształt skręconego kanału, wykonującego 2,5 obrotu wokół wrzecionka (wyglądem przypomina muszlę ślimaka) i mieszczącego się w niej przewodu ślimakowego (część błędnika błoniastego), który zawiera narząd słuchu — narząd Cortiego. Przewód ślimakowy kończy się ślepo na wierzchołku ślimaka, jest wypełniony płynem zwanym śródchłonką (endolimfą). Po obu jego stronach biegną przewody zwane schodami przedsionka i schodami bębenka, łączące się na wierzchołku ślimaka, wypełnione przychłonką (perylimfą).